# 卡尔·弗赖赫尔·米歇尔·冯·图斯林
卡尔·弗赖赫尔·米歇尔·冯·图斯林（Karl Richard Freiherr Michel von Tüßling，1907年7月27日 - 1991年10月30日）是一位纳粹德国党卫队官员，曾在党卫队全国领袖参谋部以及黨衛隊行政部任職。自1936年起，他还担任菲利普·布勒的私人副官。德國戰敗後，图斯林则被关押在拘留营中。图斯林在于1948年获释后返回故乡。图斯林最终在1991年死于自家城堡。